# Михинский (Воронежская область)
Михинский — посёлок в Таловском районе Воронежской области.
Входит в состав Каменно-Степного сельского поселения. Являлся административным центром упразднённого Михинского сельского поселения.

## География

### Улицы
- ул. Гагарина
- ул. Дорожная
- ул. Солнечная
- ул. Центральная
- пер. Школьный

## Население
| 2010 |
| ---- |
| 613  |